# Laingiella
Laingiella is een geslacht van halfvleugeligen (Hemiptera) uit de familie witte vliegen (Aleyrodidae), onderfamilie Aleyrodinae.
De wetenschappelijke naam van dit geslacht is voor het eerst geldig gepubliceerd door Corbett in 1926. De typesoort is Laingiella bambusae.

## Soort
Laingiella omvat de volgende soort:
- Laingiella bambusae Corbett, 1926